# Генеральна округа Естонія
Генера́льна окру́га Есто́нія (нім. Generalbezirk Estland, ест. Eesti kindralkomissariaat) — адміністративно-територіальна одиниця у складі райхскомісаріату Остланд з центром у Таллінні. Утворена 17 липня 1941 р. на території окупованої нацистською Німеччиною Естонської РСР та частини передвоєнної Ленінградської області РРФСР. Фактично існувала до захоплення радянськими військами Естонії у вересні-листопаді 1944 р. (Талліннська операція, Моонзундська операція тощо).

## Історія
17 липня 1941 р. Гітлер підписав указ «Про запровадження цивільного управління на окупованих східних територіях», згідно з яким їх було поділено на дві частини: зону армійського тилового району і військово-адміністративну зону — райхскомісаріати.
25 липня 1941 р. о 12:00 було офіційно оголошено про створення райхскомісаріату Остланд у структурі Імперського міністерства окупованих східних територій. 5 грудня 1941 року о 12.00 у складі райхскомісаріату Остланд утворено генеральну округу Естонія на території, яка перед цим належала до оперативного тилового району групи армій «Північ». З 5 грудня 1941 і до 17 вересня 1944 року генеральною округою управляв генеральний комісар обергрупенфюрер СА Карл-Зігмунд Ліцман. Також до генерального комісаріату входив начальник поліції і СС генерал-майор військ СС (нім. SS-Brigadeführer) Гінріх Меллер (нім. Hinrich Möller), призначений на цю посаду 4 серпня 1941 р., якого змінив 1 квітня 1944 р. генерал-майор військ СС Вальтер Шредер (нім. Walter Schröder).
1 липня 1942 року в генеральній окрузі Естонія було введено в дію Розпорядження про запровадження місцевого самоврядування від 15 травня 1942 р.
18 травня 1943 року талліннську сільську та міську округи було адміністративно об'єднано (запроваджено спільне управління).

## Адміністративно-територіальний поділ
З 5 грудня 1941 генеральна округа включала 7 округ (нім. Kreisgebiete):
- Курессааре (нім. Arensburg) з поділом на естонські райони Ляянемаа (нім. Wiek) і Сааремаа (нім. Ösel)
- Тарту (нім. Dorpat) у складі естонських районів Тарту, Валга (нім. Walk) і Виру (нім. Werro)
- Нарва у складі естонського району Віру (центр — місто Раквере)
- Пярну (нім. Pernau) у складі естонських районів Пярну (нім. Pernau) та Вільянді (нім. Fellin)
- Печори (нім. Petschur) у межах естонського Печорського повіту, більшість якого нині входить до Псковської області РРФСР
- Міська округа Таллінн (нім. Reval-Stadt) у межах міста Таллінн
- Сільська округа Таллінн (нім. Reval-Land) у складі естонських районів Гар'юмаа (нім. Harrien) та Ярвамаа (нім. Jerwen)